# Kevin Kurányi
Kevin Dennis Kurányi Rodríguez (født 2. marts 1982 i Rio de Janeiro, Brasilien) er en tysk tidligere fodboldspiller af brasiliansk afstamning. Gennem karrieren spillede han for Bundesliga-klubberne VfB Stuttgart, Hoffenheim og Schalke 04 og for den russiske klub Dynamo Moskva.

## Landshold
Kurányi spillede desuden for Tysklands fodboldlandshold, som han blandt andet repræsenterede ved VM i 2004 og 2008. Han spillede sin første landskamp den 29. marts 2003 i en kamp mod Litauen.
I 2008 valgte landstræner Joachim Löw at ekskludere Kuranyi fra det tyske landshold, og udtalte efterfølgende at Kuranyi ikke kom til at spille på landsholdet så længe han er landstræner. Dette skyldtes at Kuranyi udvandrede fra stadion i halvlegen under en landskamp mod Rusland, som Kuranyi ikke var udtaget til. Efter kampen dukkede Kuranyi heller ikke op på hotellet, hvor det tyske landshold holdt til. 